# Яворовец
Яворовец е село в Южна България, област Стара Загора, община Мъглиж.

## География
Село Яворовец се намира в планински район.